# Кодекс молчания 2: След чёрной рыбы
«Кодекс молчания-2», в телеварианте известный как «След чёрной рыбы» — художественный фильм 1993 года совместного производства России и Узбекистана. Режиссёр — Зиновий Ройзман.
Кинокартина является продолжением фильма «Кодекс молчания» (другое название «На тёмной стороне Луны»).
Фильм состоит из двух серий по 85 минут (суммарно 170 минут).
Телевизионная премьера состоялась по 1-му каналу Останкино со 2 августа до 5 августа 1994 года 5 серий. Через год после выхода фильма (телесериала) вышла книга Георгия Вайнера и Леонида Словина «След чёрной рыбы».

## Сюжет
Главный герой фильма — подполковник Тура Саматов. В первой части серии («Кодекс молчания. На тёмной стороне луны.») он с переменным успехом боролся с наркоторговцами в Узбекистане. Саматов попал в тюрьму по сфабрикованному на него делу. Его жена и ребёнок погибли в автокатастрофе. Прошло 6 лет.
Наступает 1986 год, началась перестройка, и после пересмотра дела Саматова выпускают из тюрьмы за отсутствием состава преступления. Он получает новое назначение на должность начальника водной милиции в городе на восточном берегу Каспийского моря со сложной криминогенной обстановкой. Обнаглевшие браконьеры открыто ловят рыбу во время нереста и затем распределяют её среди представителей местной власти.
Ещё до назначения подполковника в городе был сожжён пункт рыбоохраны и в пожаре погиб инспектор Саттар Аббасов. Это дело рук мафии, которая промышляет продажей чёрной икры и осетровых. В поджоге признался браконьер Умар Кулиев, но истинный преступник, как оказывается, вовсе не он. Бандиты угрожают и новому начальнику милиции, но Тура Саматов и его помощник Силов, несмотря ни на что, полны решимости пресечь преступную деятельность группировки.

## В ролях
- Главные роли
  - Мурад Раджабов — подполковник Тура Саматович Саматов (озвучивал Рудольф Панков, некоторые эпизоды озвучил Всеволод Ларионов)
  - Александр Фатюшин — майор Валентин Силов
  - Ирина Шевчук — Нина (в телеверсии — Инна), жена подполковника Туры Саматова (в воспоминаниях)
  - Елена Борзова — Анна Мурадова
  - Борис Химичев — Довиденко, прокурор области
  - Жан Байжанбаев — Хаджинур Орезов (озвучивал Дмитрий Матвеев)
  - Расим Балаев — полковник Агаев (озвучивал Вячеслав Тихонов)
  - Виктор Павлов — майор Бураков
  - Досхан Жолжаксынов — Садык Баларгимов (озвучивал Алексей Сафонов)
  - Александр Голобородько — генерал Николай Назарович Амиров
  - Тулкун Таджиев — Шавкат Камалович Кадыров (озвучивал Владимир Антоник)
  - Рустам Сагдуллаев — «Мазут»
  - Карим Мирхадиев — Умар Кулиев
  - Амар Киреш — Верка
  - Бахтиёр Ихтияров — Вахидов (озвучивал Борис Быстров)
  - Леван Мсхиладзе — Мириш
  - Лев Лемкe — Гарегин
  - Елена Баркевич — Римма Халилова (озвучивала Наталья Рычагова)
  - Александр Леньков — Артур Андреевич Макаров
  - Исхар-Хишанло — Бокасса (озвучивал Александр Рыжков, некотрые эпизоды озвучила Агарь Власова)
- Второстепенные роли
  - Рано Кубаева — Верка, жена Умара Кулиева
  - Александр Аржиловский — Сергей Пухов
  - Гульнара Дусматова — секретарша Гезель
  - Нурбей Камкиа — Керим
  - Олег Корчиков — Шалаев (озвучивал Вадим Андреев)
  - Ирина Нарбекова — жена Агаева
  - Елена Мольченко (Фатюшина) — жена Пухова
  - Владимир Талашко — Смирнов
  - Игорь Класс — Митрохин, первый секретарь обкома
  - Димаш Ахимов — Адыл
  - Ульмас Юсупов —
  - Пулат Саидкасымов — Джафар Кулиев, отец Умара

## Съёмочная группа
- Режиссёр-постановщик: Зиновий Poйзман
- Авторы сценария: Георгий Вайнер, Леонид Словин и Зиновий Ройзман
- Оператор-постановщик: Леонид Травицкий
- Композитор: Евгений Ширяев
- Продюсеры: И. Пулавская и Н. Тайманов
- Художники-постановщики: Фёдор Лупашко и Виктор Ушаков
- Звукорежиссёры: Нариман Шадиев и Израиль Аркашевский
- Костюмы: Н. Витошкова
- Монтаж: Галимат Верлоциев
- Светотехник: Александр Бычков
- Светотехник: Роман Бычков
- водитель «лихтвагена»: Ильхам Мухамадиев